# 萧孝先
蕭孝先（?—?），字延寧，小字海里。辽国外戚。契丹人。萧孝穆、欽哀皇后蕭耨斤之弟，蕭陶瑰次子。
统和十八年（1000年），補任祗候郎君。迎娶圣宗第四女南陽公主耶律崔八，任駙馬都尉。开泰五年（1016年），为国舅详稳。曾率兵到东边筑城，归还，为南京统军使。太平三年（1023年），为汉人行宫都部署，加太子太傅。太平五年（1025年）十二月，迁上京留守。以母亲年老理由，再任国舅詳稳。改东京留守。太平九年（1029年），大延琳谋反，蕭孝先被囚禁。太平十年（1030年）萧孝穆领辽军赶来镇压，围东京（今辽宁辽阳），孝先乘机从地道逃出。平乱後，再任上京留守。太平十一年（1031年），聖宗病倒，蕭耨斤把萧孝先悄悄叫到宫中，告诉他自己夺取朝政的野心，让萧孝先先把宫中的禁卫军全部掌握起来。
聖宗去世，辽兴宗即位，萧孝先从中帮助欽哀太后蕭耨斤殺害仁德皇后萧菩萨哥、蕭鋤不里、蕭匹敵及北府宰相萧浞卜等。蕭耨斤摄政，孝先遙任天平軍節度使，加守司徒，兼政事令。重熙元年（1032年），封楚王。重熙二年（1033年），以北府宰相萧孝先为北院枢密使，掌握枢府权柄，好恶自擅，朝野侧目。重熙三年（1034年）辽兴宗知其参与废立，迁太后于庆州。改萧孝先为南京留守。萧孝先郁郁不乐。重熙四年（1035年）徙封晋王。重熙六年（1037年），任南京留守，死後谥忠肃。

## 后裔
- 子：萧撒钵，萧孝先子
  - 孙：萧得里底，萧撒钵子
    - 曾孙女：天祚皇后萧夺里懒，萧孝先的曾孙女